# Dicrossus
Dicrossus es un pequeño género de peces de la familia Cichlidae con solo tres especies descritas. Son endémicas de aguas negras de la Cuenca Amazónica y diversos ríos de Brasil con excepción de D. maculatus que prefiere las aguas claras de esta área. 